# Partners in Crime (film 1913 Buckland)
Partners in Crime è un cortometraggio muto del 1913 diretto da Warwick Buckland.

## Trama
Un marinaio viene ingiustamente accusato di aver accoltellato il padre della sua fidanzata.

## Produzione
Il film fu prodotto dalla Hepworth.

## Distribuzione
Distribuito dalla Hepworth, il film - un cortometraggio in due bobine - uscì nelle sale cinematografiche britanniche nel giugno 1913. Venne distribuito anche negli Stati Uniti dalla Kineto Films il 15 agosto dello stesso anno.
Si conoscono pochi dati del film che, prodotto dalla Hepworth, fu distrutto nel 1924 dallo stesso produttore, Cecil M. Hepworth. Fallito, in gravissime difficoltà finanziarie, il produttore pensò in questo modo di poter almeno recuperare il nitrato d'argento della pellicola.